# Charleston Open 2024 - Qualificazioni singolare
Le qualificazioni del singolare del Charleston Open 2024 sono un torneo di tennis preliminare per accedere alla fase finale della manifestazione. Le vincitrici dell'ultimo turno sono entrate di diritto nel tabellone principale. In caso di ritiro di una o più giocatrici aventi diritto a queste sono subentrate le lucky loser, ossia le giocatrici che hanno perso nell'ultimo turno ma che avevano una classifica più alta rispetto alle altre partecipanti che avevano comunque perso nel turno finale.

## Teste di serie
1. Varvara Gračëva (qualificata)
2. Mai Hontama (primo turno)
3. Claire Liu (qualificata)
4. Daria Saville (qualificata)
5. McCartney Kessler (ultimo turno, lucky loser)
6. Katie Volynets (qualificata)

1. Elizabeth Mandlik (primo turno)
2. Sachia Vickery (qualificata)
3. Astra Sharma (ultimo turno, lucky loser)
4. Linda Fruhvirtová (ultimo turno)
5. Heather Watson (ultimo turno)
6. Ann Li (ultimo turno)

## Qualificate
1. Varvara Gračëva
2. Gabriela Lee
3. Claire Liu

1. Daria Saville
2. Sachia Vickery
3. Katie Volynets

### Lucky loser
1. McCartney Kessler

1. Astra Sharma

## Tabellone

### Legenda
| - Q = Qualificato - WC = Wild card - LL = Lucky loser | - ALT = Alternate - SE = Special Exempt - PR = Protected Ranking | - w/o = Walkover - r = Ritirato - d = Squalificato |

### Sezione 1
|  | Primo turno | Primo turno           | Primo turno           | Primo turno | Primo turno |  |  | Ultimo turno | Ultimo turno          | Ultimo turno          | Ultimo turno | Ultimo turno |  |
|  |             |                       |                       |             |             |  |  |              |                       |                       |              |              |  |
|  | 1           | Varvara Gracheva      | 4                     | 6           | 6           |  |  |              |                       |                       |              |              |  |
|  |             | Dalayna Hewitt        | 6                     | 2           | 3           |  |  | 1            | Varvara Gracheva      | Varvara Gracheva      | 6            | 6            |  |
|  | WC          | Usue Maitane Arconada | Usue Maitane Arconada | 7           | 7           |  |  | WC           | Usue Maitane Arconada | Usue Maitane Arconada | 2            | 4            |  |
|  | 7           | Elizabeth Mandlik     | Elizabeth Mandlik     | 5           | 65          |  |  |              |                       |                       |              |              |  |

### Sezione 2
|  | Primo turno | Primo turno  | Primo turno  | Primo turno | Primo turno |  |  | Ultimo turno | Ultimo turno | Ultimo turno | Ultimo turno | Ultimo turno |  |
|  |             |              |              |             |             |  |  |              |              |              |              |              |  |
|  | 2           | Mai Hontama  | 7            | 3           | 4           |  |  |              |              |              |              |              |  |
|  |             | Gabriela Lee | 5            | 6           | 6           |  |  |              | Gabriela Lee | Gabriela Lee | 6            | 6            |  |
|  |             | Jessie Aney  | Jessie Aney  | 0           | 2           |  |  | 9            | Astra Sharma | Astra Sharma | 2            | 3            |  |
|  | 9           | Astra Sharma | Astra Sharma | 6           | 6           |  |  |              |              |              |              |              |  |

### Sezione 3
|  | Primo turno | Primo turno              | Primo turno | Primo turno | Primo turno |  |  | Ultimo turno | Ultimo turno      | Ultimo turno | Ultimo turno | Ultimo turno |  |
|  |             |                          |             |             |             |  |  |              |                   |              |              |              |  |
|  | 3           | Claire Liu               | 6           | 4           | 7           |  |  |              |                   |              |              |              |  |
|  |             | Sophie Chang             | 3           | 6           | 6           |  |  | 3            | Claire Liu        | 3            | 6            | 6            |  |
|  | WC          | Nicole Melichar-Martinez | 5           | 6           | 0           |  |  | 10           | Linda Fruhvirtová | 6            | 4            | 3            |  |
|  | 10          | Linda Fruhvirtová        | 7           | 4           | 6           |  |  |              |                   |              |              |              |  |

### Sezione 4
|  | Primo turno | Primo turno    | Primo turno    | Primo turno | Primo turno |  |  | Ultimo turno | Ultimo turno   | Ultimo turno   | Ultimo turno | Ultimo turno |  |
|  |             |                |                |             |             |  |  |              |                |                |              |              |  |
|  | 4           | Daria Saville  | Daria Saville  | 6           | 6           |  |  |              |                |                |              |              |  |
|  |             | Grace Min      | Grace Min      | 1           | 2           |  |  | 4            | Daria Saville  | Daria Saville  | 6            | 6            |  |
|  |             | Alana Smith    | Alana Smith    | 0           | 4           |  |  | 11           | Heather Watson | Heather Watson | 3            | 2            |  |
|  | 11          | Heather Watson | Heather Watson | 6           | 6           |  |  |              |                |                |              |              |  |

### Sezione 5
|  | Primo turno | Primo turno       | Primo turno       | Primo turno | Primo turno |  |  | Ultimo turno | Ultimo turno      | Ultimo turno      | Ultimo turno | Ultimo turno |  |
|  |             |                   |                   |             |             |  |  |              |                   |                   |              |              |  |
|  | 5           | McCartney Kessler | McCartney Kessler | 6           | 6           |  |  |              |                   |                   |              |              |  |
|  |             | Haley Glavara     | Haley Glavara     | 2           | 1           |  |  | 5            | McCartney Kessler | McCartney Kessler | 65           | 3            |  |
|  |             | Lauren Davis      | Lauren Davis      | 2           | 3           |  |  | 8            | Sachia Vickery    | Sachia Vickery    | 7            | 6            |  |
|  | 8           | Sachia Vickery    | Sachia Vickery    | 6           | 6           |  |  |              |                   |                   |              |              |  |

### Sezione 6
|  | Primo turno | Primo turno     | Primo turno     | Primo turno | Primo turno |  |  | Ultimo turno | Ultimo turno   | Ultimo turno | Ultimo turno | Ultimo turno |  |
|  |             |                 |                 |             |             |  |  |              |                |              |              |              |  |
|  | 6           | Katie Volynets  | Katie Volynets  | 6           | 6           |  |  |              |                |              |              |              |  |
|  |             | Katherine Sebov | Katherine Sebov | 3           | 2           |  |  | 6            | Katie Volynets | 2            | 6            | 6            |  |
|  |             | Robin Anderson  | Robin Anderson  | 69          | 0           |  |  | 12           | Ann Li         | 6            | 1            | 2            |  |
|  | 12          | Ann Li          | Ann Li          | 7           | 6           |  |  |              |                |              |              |              |  |